# Kirimäe
Koordinaten: 58° 56′ N, 23° 45′ O
Kirimäe (deutsch Kirrimäggi) ist ein Dorf (estnisch küla) in der Landgemeinde Lääne-Nigula im Kreis Lääne in Estland. Bis 2013 gehörte es zur mittlerweile aufgelösten Landgemeinde Taebla.

## Einwohnerschaft und Lage

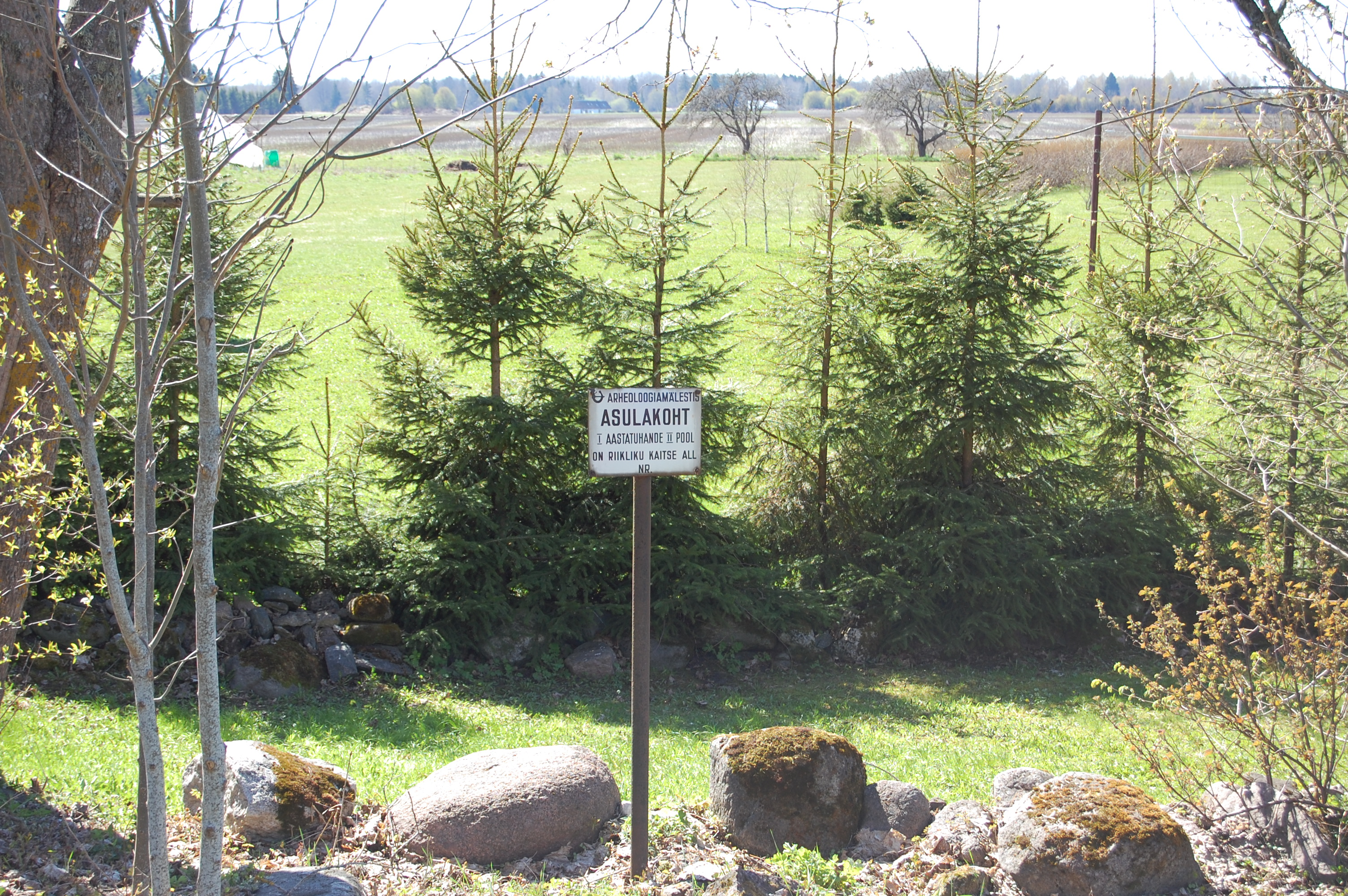
Prähistorischer Siedlungsort aus der zweiten Hälfte des ersten Jahrtausends vor Christus

Der Ort hat 117 Einwohner (Stand 31. Dezember 2011). Seine Fläche beträgt 16,8 Quadratkilometer.
Das Dorf liegt zwölf Kilometer südöstlich der Landkreishauptstadt Haapsalu.

## Archäologie
1923 wurden durch bei Bauarbeiten auf der Anhöhe Kabelimägi die Überreste einer Feuerbestattung aus dem 6. Jahrhundert nach Christus gefunden. Insgesamt handelt es sich um über 170 Artefakte von hohem archäologischen Wert.
Dass die Besiedlung auf eine lange Geschichte zurückgeht beweist auch der Zufallsfund einer kleinen Steinaxt im Jahr 1999. Ihr Alter wird auf 3.500 Jahre geschätzt.

## Gut von Kirimäe
Das historische Gut von Kirimäe wurde erstmals 1569 urkundlich erwähnt.
Ende des 19. Jahrhunderts entstand das eingeschossige Herrenhaus mit seinem hohen Dach. Es wurde während des 20. Jahrhunderts für die Zwecke einer Kolchose stark umgestaltet.